# Walls of Jericho
Walls of Jericho este o trupă americană de metalcore din Detroit, Michigan, formată în 1998.

## Discografie

### Albumuri de studio
- The Bound Feed the Gagged (1999)
- All Hail the Dead (2004)
- With Devils Amongst Us All (2006)
- The American Dream (2008)
- No One Can Save You from Yourself (2016)

### EP-uri
- A Day and a Thousand Years (1999)
- From Hell (2006)
- Redemption (2008)

## Membrii trupei

### Membri actuali
- Candace Kucsulain – voce (1998-2001, 2003-prezent)
- Chris Rawson – chitară (1998-2001, 2003-prezent)
- Mike Hasty – chitară (1998-2001, 2003-prezent)
- Aaron Ruby – chitară bas (1998-2001, 2003-prezent)
- Dustin Schoenhofer – baterie (2004-prezent)

### Foști membri
- Rich Thurston – chitară (2003)
- Wes Keely – baterie (1998–2001)
- Derek Grant – baterie (2003)
- Alexei Rodriguez – baterie (2003–2004)

## Legături externe
- Official Facebook
- Playlist pe youtube
- Walls of Jericho[nefuncțională]
 pe Last.fm
- profil pe Myspace
- profil pe Allmusic
- Twitter